# St John's Wood (Westminster)
Saint John's Wood è un quartiere nella zona nord di Londra, Inghilterra, parte della Città di Westminster per il 98% del suo territorio, e per la restante parte di Camden.
Si estende dalla zona nord ovest di Regent's Park a Marylebone, fino a Edgware Road a Paddington e fino alla zona Swiss Cottage di Hampstead.
La zona è servita dall'omonima stazione della metropolitana di Londra. Nel quartiere sono presenti i celebri Abbey Road Studios, meta di turisti e appassionati dei Beatles, anche per la presenza nelle vicinanze delle strisce pedonali immortalate sulla celebre copertina dell'omonimo album Abbey Road.

## Principali luoghi di culto

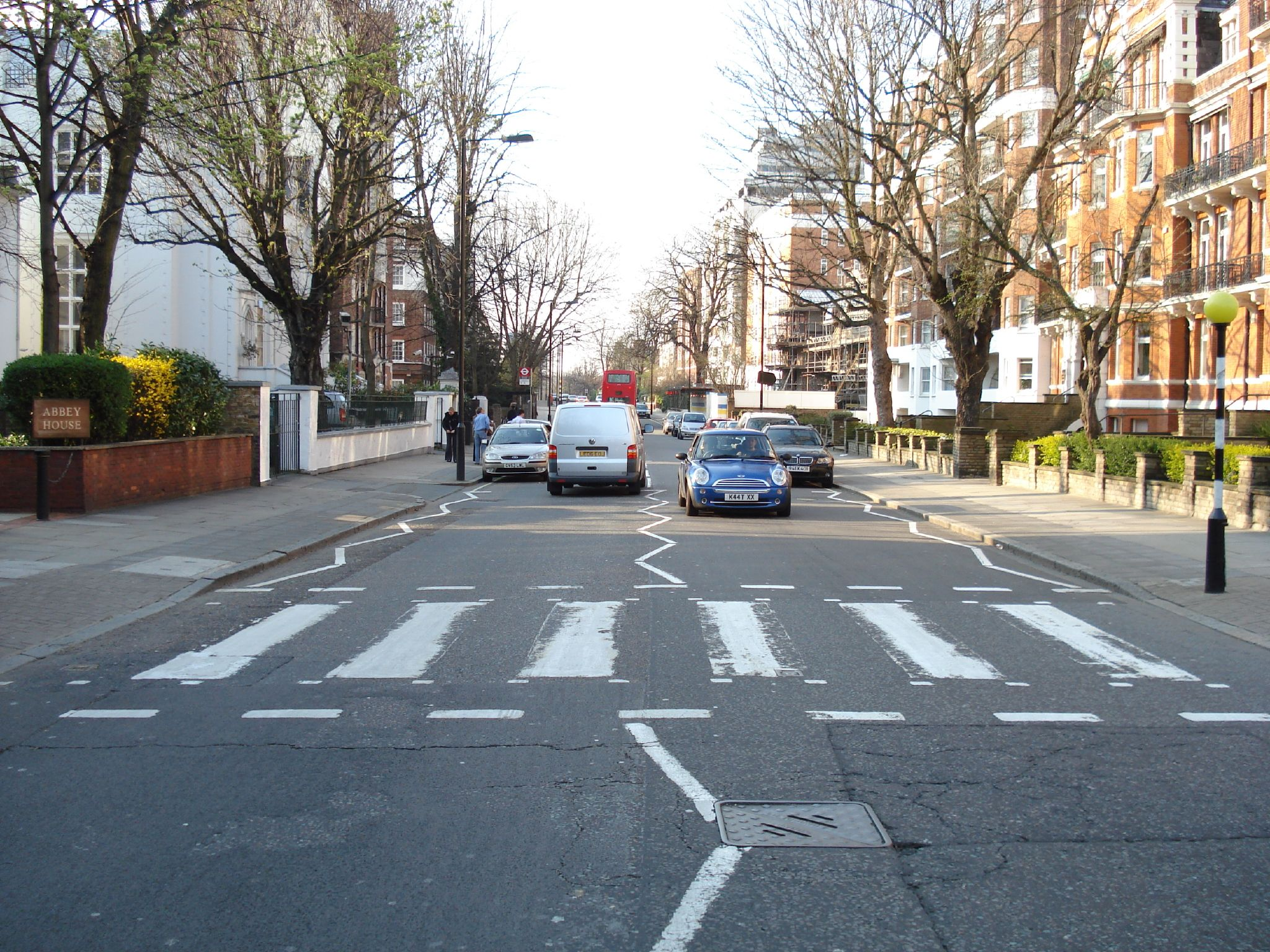
Le celebri strisce pedonali attraversate dai Beatles per la copertina dell'album Abbey Road

- Abbey Road Baptist Church (Chiesa battista)
- St John's Wood Church (Chiesa anglicana)
- St Mark's Church, Hamilton Terrace (Chiesa anglicana)
- The Church of Our Lady (Chiesa cattolica)
- St John’s Wood United Synagogue (Sinagoga)
- The Liberal Jewish Synagogue (Sinagoga)
- The New London Synagogue (Sinagoga)
- Saatchi Shul (Sinagoga)

## Istruzione
- 3 House Club
- Robinsfield Infant School
- Saint Christina's Primary School
- Barrow Hill Junior School
- George Elliot Primary School
- Quintin Kynaston Community Academy
- The American School in London
- Arnold House School